# Гура-Ропчицька
Гура-Ропчицька (пол. Góra Ropczycka) — село в Польщі, у гміні Сендзішув-Малопольський Ропчицько-Сендзішовського повіту Підкарпатського воєводства.
Населення — 1177 осіб (2011).
У 1975-1998 роках село належало до Ряшівського воєводства.

## Демографія
Демографічна структура станом на 31 березня 2011 року:
|          | Загалом | Допрацездатний вік | Працездатний вік | Постпрацездатний вік |
| -------- | ------- | ------------------ | ---------------- | -------------------- |
| Чоловіки | 577     | 129                | 391              | 57                   |
| Жінки    | 600     | 107                | 373              | 120                  |
| Разом    | 1177    | 236                | 764              | 177                  |